# نصير ياسين
نصير ياسين صانع محتوى ومدون فيديو يقدم فيديوهات قصيرة (مكونة عادةً من دقيقة واحدة) في مختلف المجالات ولاقى رواجا عالميا، يقدم المحتوى بشكل اساسي من صفحته على موقع فيسبوك «ناس ديلي» والتي بدأها عام 2016.

## النشأة
ولد نصير ياسين في قرية عرابة الوقعة في الجليل، هو الابن الثاني من بين أربعة أبناء، والدته مدرسة ووالده طبيب نفسي. لغته الأم هي العربية، ويجيد أيضًا العبرية والإنجليزية.
في سن 19 حصل على منحة دراسية إلى جامعة هارفارد، وتخرج بشهادة في الاقتصاد عام 2014. ودرس أيضًا علم الحاسوب.

## ناس ديلي
في عام 2016 استقال ياسين من عمله في شركة فينمو (بالإنجليزية: Venmo)‏ وبدأ السفر في جميع أنحاء العالم. قرر أن ينشئ صفحة على فيسبوك باسم ناس ديلي (بالإنجليزية: Nas Daily)‏، واظب على تقديم فيديوهات يومية مدة كل منها دقيقة واحدة، وبلغ عددها الألف. كان مصدر دخله العائدات الإعلانية من صفحته على فيسبوك وبيع القمصان وتقديم المشورة للأشخاص المهتمين بمجال الوسائط المتعددة. بعد اجتماعه مع مؤسس فيسبوك مارك زوكربيرج في أوائل عام 2018 رقّيت«ناس ديلي» لتتحول إلى عرض (بالإنجليزية: Show)‏. في سبتمبر 2018 بلغ عدد متابعيه على فيسبوك أكثر من 8 ملايين متابع. وارتفع الرقم إلى أكثر من 10 ملايين بحلول نوفمبر من نفس العام.
ذكر ياسين إن فيديوهاته تكون مدتها دقيقة واحدة لأن المشاهدين مشغولون ولأنه يشارك على فيسبوك بدلا من يوتيوب، على الرغم من أنه يمكنه أن يكسب المزيد من المال هناك، وقال أن السبب هو «لأن أصدقائي لا يذهبون إلى موقع يوتيوب». وذكر أيضا أن التفاعلات هي شخصية أكثر على فيسبوك، حيث على فيسبوك تكون حسابات المستخدمين مرتبطة بناس حقيقيين على العكس من يوتيوب. في المتوسط يستغرق كل فيديو حوالي ست ساعات من أجل تصويره وثلاث ساعات من أجل التعديل. يختار ياسين مواضيع الفيديوهات بناء على الاقتراحات المقدمة من متابعيه على فيسبوك سواء من خلال اجتماعات شخصية أو تطبيقات الدردشة على شبكة الإنترنت. وعادة ما ينهي ياسين الفيديو مع عبارة: «هذه دقيقة واحدة، أراكم غدا!»
يتعاون ياسين في إنتاج فيديوهاته مع ألين تامير، وهي صانعة محتوى أمريكية-إسرائيلية وصديقته، وأغون هار، وهومدون فيديو وموسيقي من بولندا.

## بعد ناس ديلي
انتهى ياسين من رحلة الـ 1000 فيديو يومي يوم 5 يناير 2019، وأنهى آخر فيديو له مع عبارة «هذه دقيقة واحدة، أراكم قريبا». منذ يوم 1 فبراير 2019، بدأ بالقيام بإنتاج مقطع فيديو واحد كل أسبوع.
يسكن ياسين حاليًا في سنغافورة ويملك شركة لصناعة الفيديو. ، في 5 نوفمبر 2019 اصدر ياسين كتاب يجمع مذكرات رحلاته اليومية، اسماه «حول العالم في 60 ثانية».

## انتقادات
حذرت حركة مقاطعة إسرائيل وسحب الاستثمارات منها وفرض العقوبات عليها (المعروفة اختصارًا ببي دي إس) من التعاطي مع برنامج «ناس ديلي» مطالبةً المشاركين في أكاديميته بالانسحاب، وذلك بعدما وجّه نصير ياسين دعوةً إلى 80 من صانعي المحتوى العربي بهدفِ تدريبهم في «أكاديمية ناس» التي تضمُّ إسرائيليين ضمن طاقم الإشراف والتدريب وذلك بتمويلٍ من أكاديمية نيو ميديا الإماراتية المملوكة من قِبل حاكم إمارة دبي محمد بن راشد.
اتهمت الحركة نصير ياسين بإنتاجِ «محتوى تطبيعي ناعم» يخدمُ مساعي إسرائيل في فرضِ نفسها ككيان طبيعي في المنطقة، كما اتهمتهُ بتعمّد تجاهل حقوق الشعب الفلسطيني وعلى رأسها حق العودة.

## وصلات خارجية
- الموقع الرسمي